# القمة الخليجية 2021 (العلا)
قمة مجلس التعاون الخليجي (يناير 2021) أو القمة الخليجية 41 وسميت كذالك «قمة السلطان قابوس والشيخ صباح» عقدت القمة يوم الثلاثاء 5 يناير 2021 في محافظة العلا بالمملكة العربية السعودية، تلبية لدعوة خادم الحرمين الشريفين الملك سلمان بن عبد العزيز آل سعود ملك المملكة العربية السعودية وترأس القمة نيابة عنه صاحب السمو الملكي الأمير محمد بن سلمان ال سعود ولي العهد نائب رئيس مجلس الوزراء وزير الدفاع وسميت «قمة السلطان قابوس والشيخ صباح» بناء على توجيه من الملك سلمان "عرفاناً لما قدماه من أعمال جليلة عبر عقود من الزمن في دعم مسيرة المجلس المباركة". وترأست هذه الدورة مملكة البحرين.

## قبل انعقاد القمة
في مساء يوم الأثنين 4 يناير 2021 أعلن وزير الخارجية الكويتي الشيخ الدكتور أحمد ناصر المحمد الصباح التوصل إلى اتفاق يتم بموجبه فتح الأجواء والحدود البرية والبحرية بين المملكة العربية السعودية ودولة قطر بدءا من اليوم نفسه. بينما صرح ولي العهد السعودي الأمير محمد بن سلمان آل سعود بأن القمة الخليجية التي تستضيفها محافظة العُلا السعودية «ستكون جامعة للكلمة وموحدة للصف ومعززة لمسيرة الخير والازدهار». وأوضح أن «القمة الخليجية ستترجم من خلالها تطلعات خادم الحرمين الشريفين الملك سلمان بن عبد العزيز وإخوانه قادة دول المجلس في لم الشمل والتضامن في مواجهة التحديات التي تشهدها منطقتنا». وفي نفس اليوم أعلن الديوان الأميري القطري عن ترؤس أمير قطر الشيخ تميم بن حمد آل ثاني وفد بلاده للمشاركة في قمة العلا.

## المشاركون والحضور

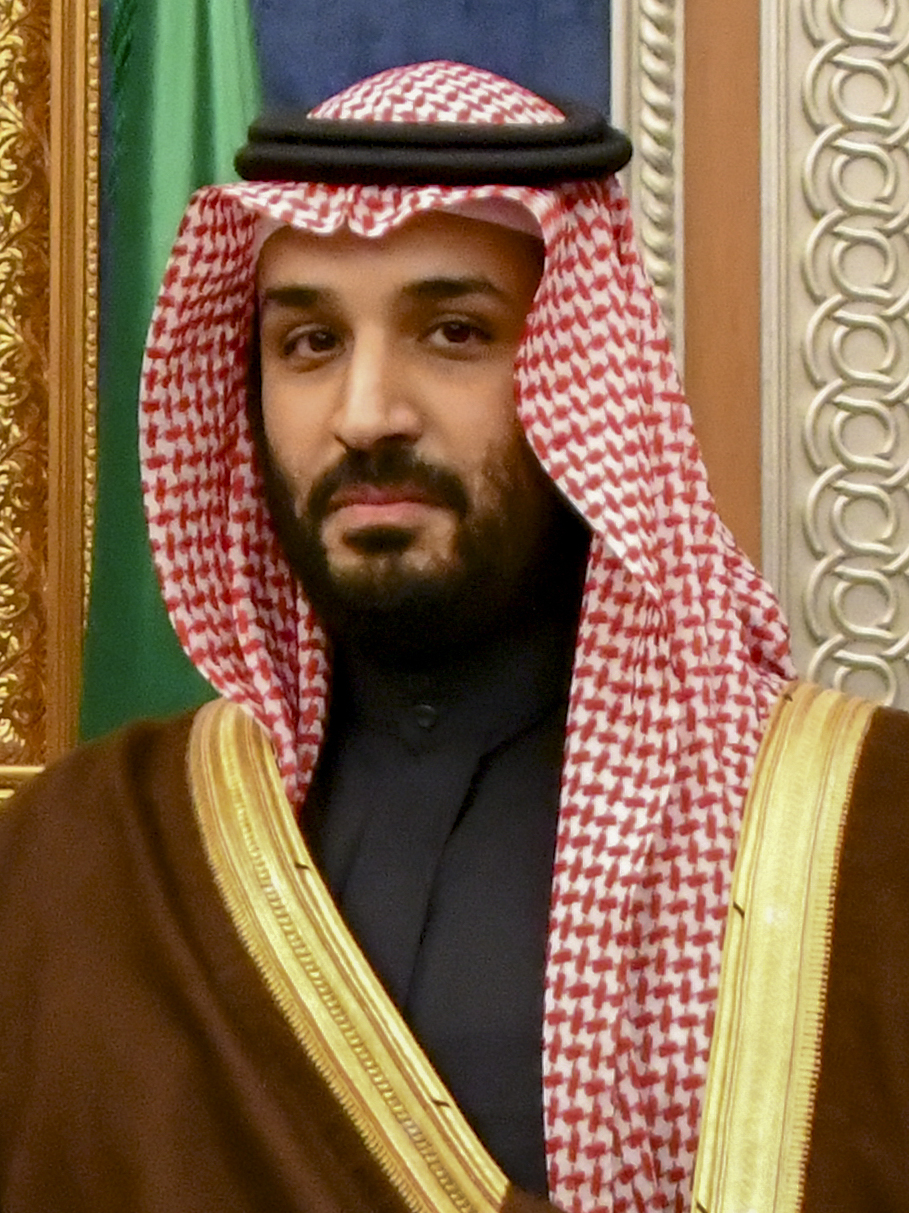
المملكة العربية السعودية صاحب السمو الملكي الأمير محمد بن سلمان آل سعود ولي العهد نائب رئيس مجلس الوزراء وزير الدفاع (رئيس القمة)
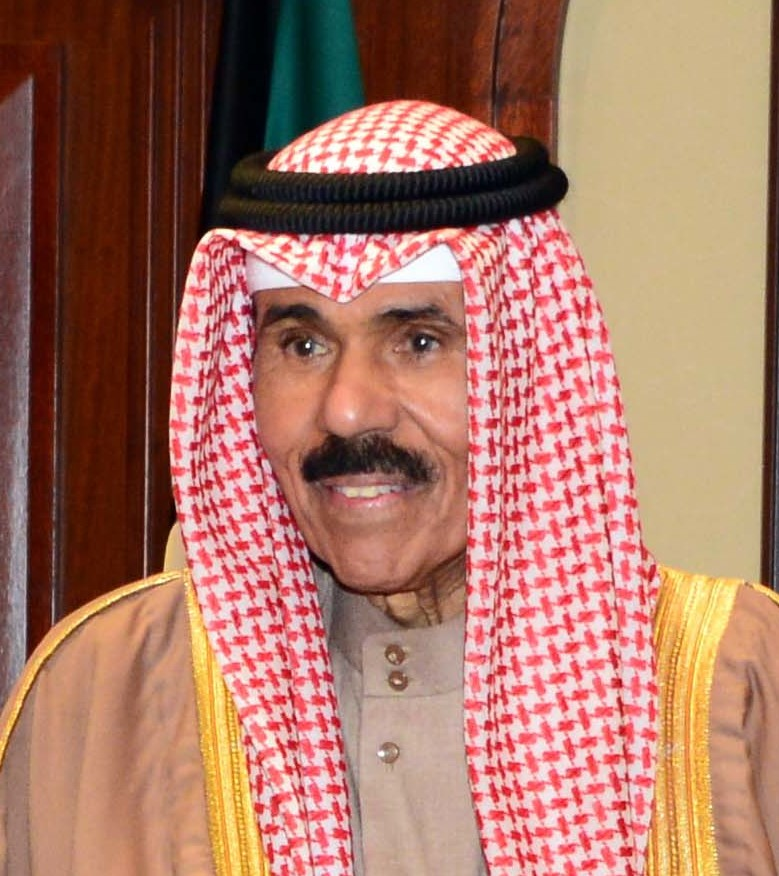
دولة الكويت صاحب السمو الشيخ نواف الأحمد الجابر الصباح أمير دولة الكويت
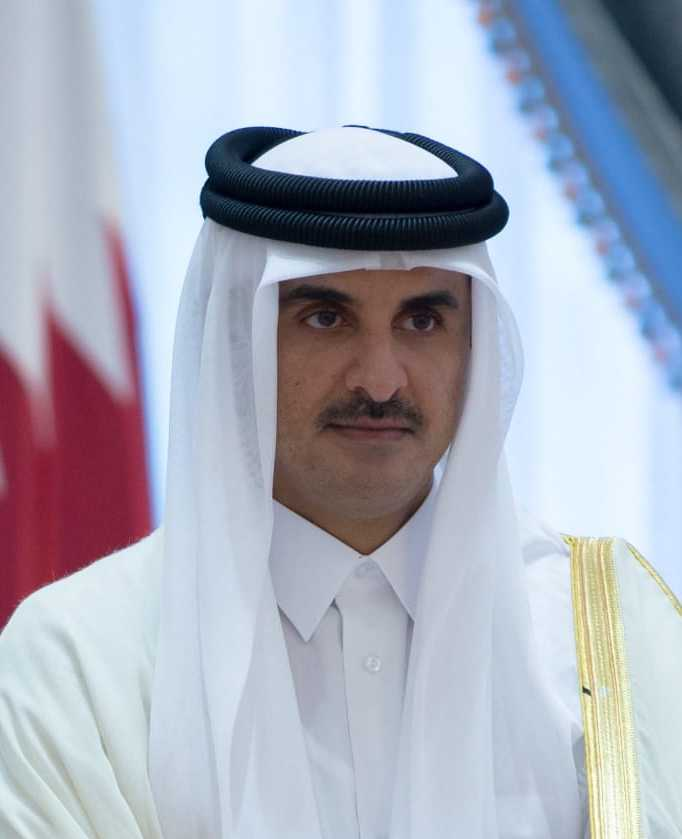
دولة قطر صاحب السمو الشيخ تميم بن حمد آل ثاني أمير دولة قطر.
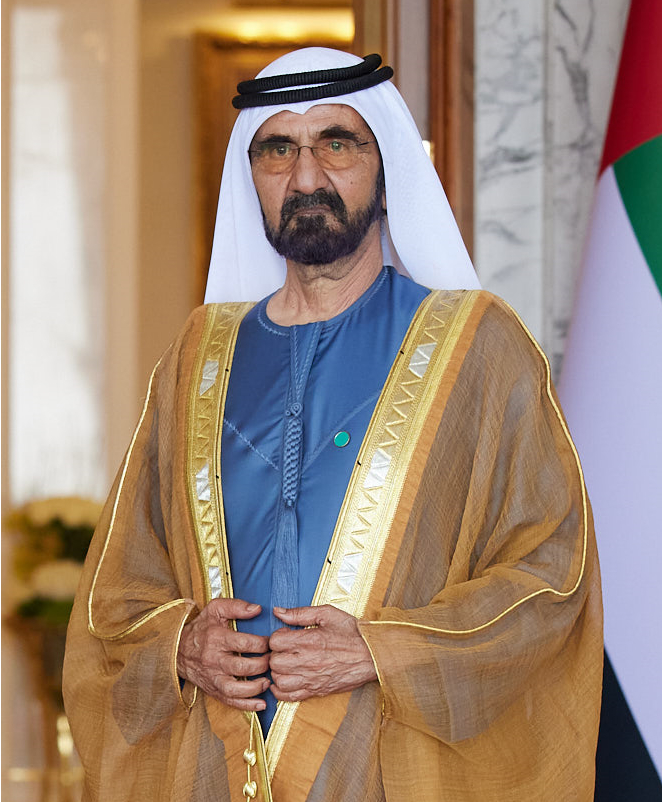
دولة الإمارات العربية المتحدة صاحب السمو الشيخ محمد بن راشد آل مكتوم نائب رئيس الدولة رئيس مجلس الوزراء حاكم دبي
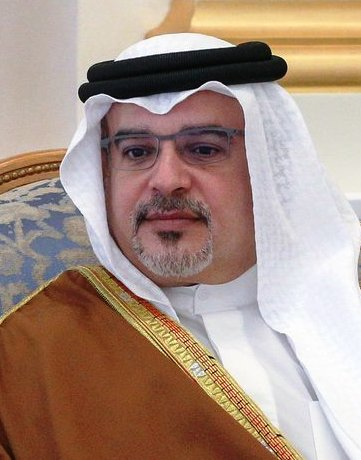
مملكة البحرين صاحب السمو الملكي الأمير سلمان بن حمد آل خليفة ولي العهد رئيس مجلس الوزراء
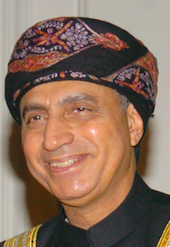
سلطنة عمان صاحب السمو السيد فهد بن محمود آل سعيد نائب رئيس الوزراء لشؤون مجلس الوزراء
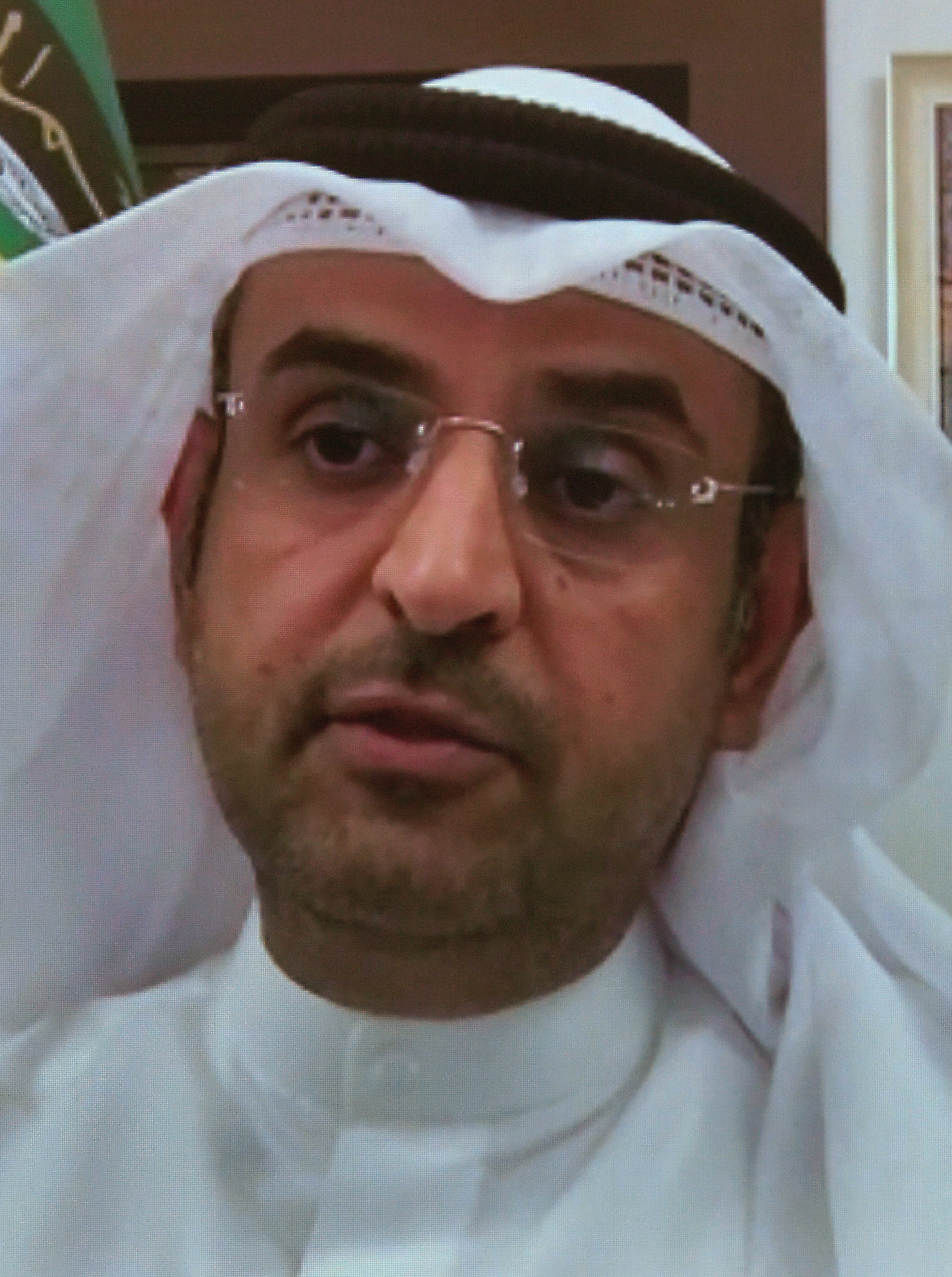
الأمانة العامة لمجلس التعاون الخليجي معالي الدكتور نايف فلاح الحجرف أمين عام مجلس التعاون لدول الخليج العربية

### ضيوف القمة

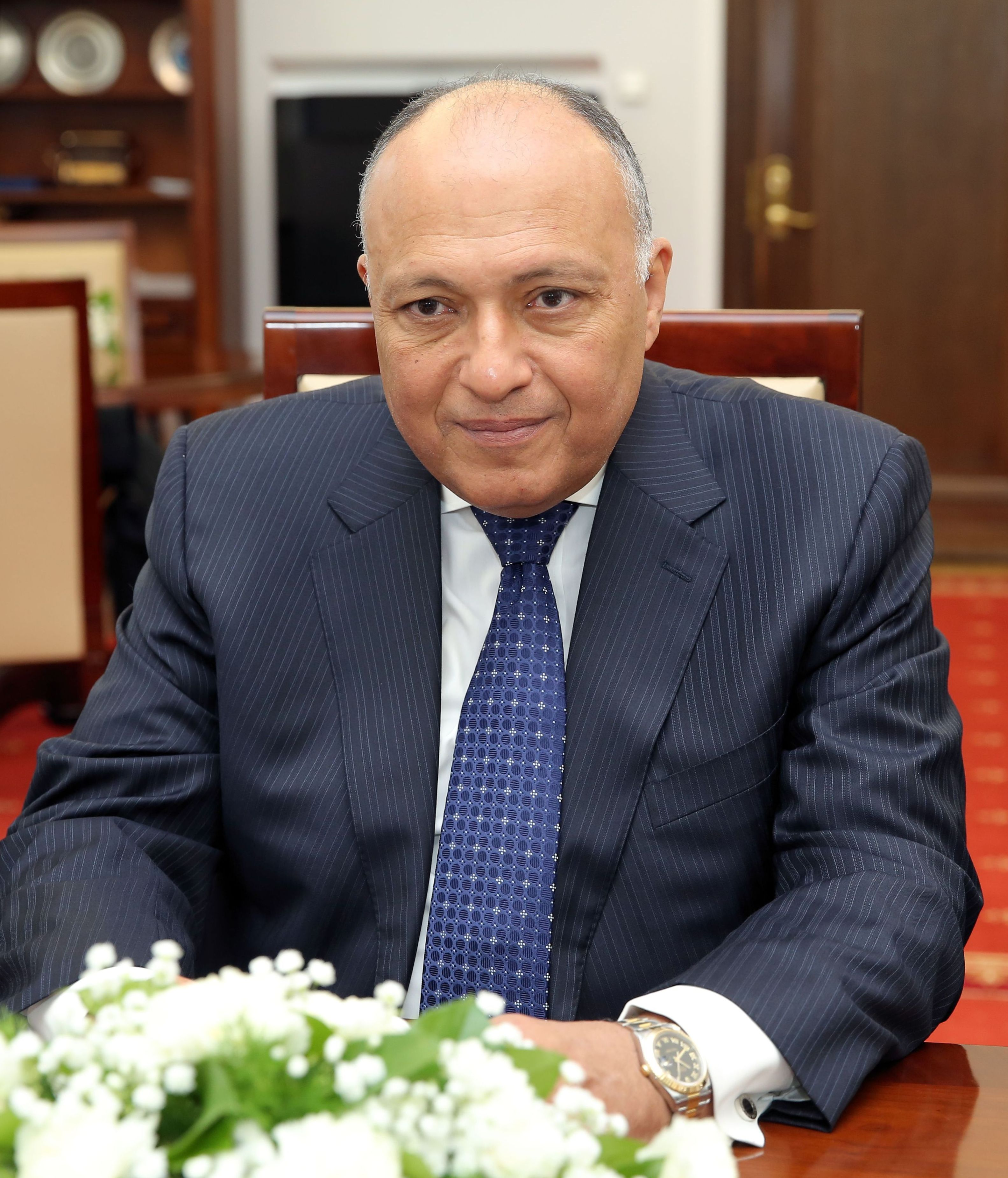
جمهورية مصر العربية معالي السيد سامح شكري وزير الخارجية
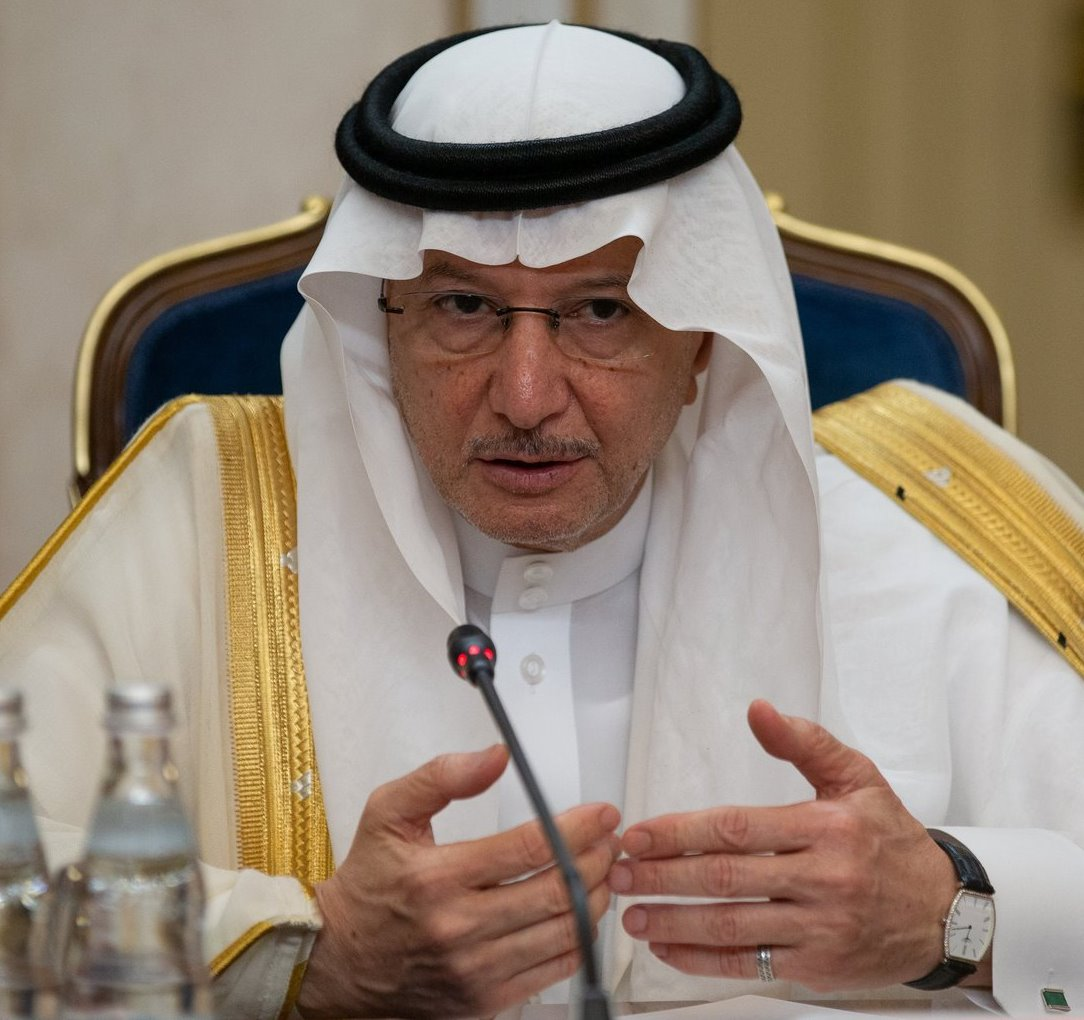
منظمة التعاون الإسلامي معالي الدكتور يوسف بن أحمد العثيمين أمين منظمة التعاون الإسلامي.
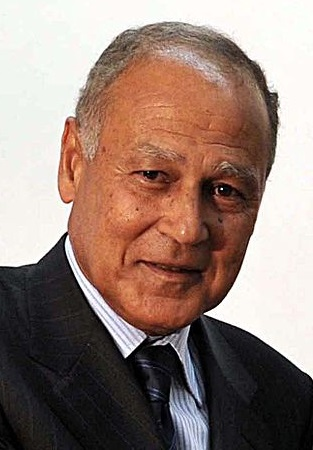
جامعة الدول العربية معالي السيد أحمد أبو الغيط أمين عام جامعة الدول العربية
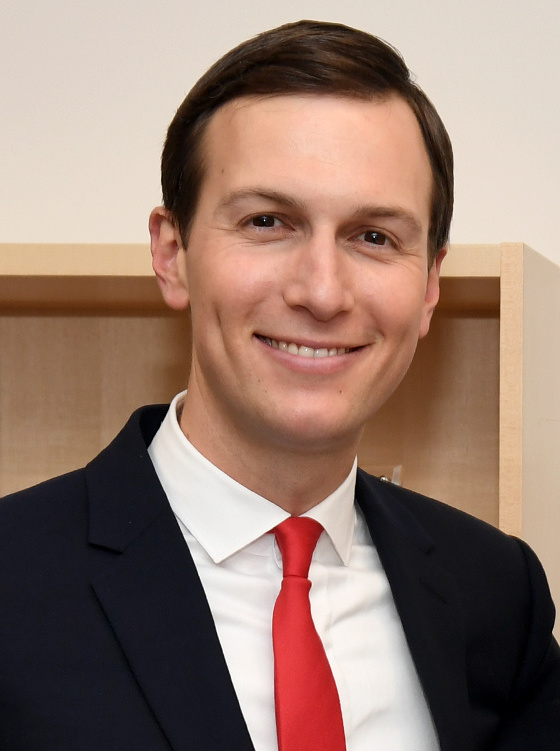
الولايات المتحدة الأمريكية معالي السيد جاريد كوشنر كبير مستشاري الرئيس الأمريكي

## كلمة الأمير محمد بن سلمان
نقل ولي عهد المملكة العربية السعودية صاحب السمو الملكي الأمير محمد بن سلمان في بداية القمة توجيه خادم الحرمين الشريفين الملك سلمان بن عبد العزيز بتسمية القمة بمسمى (قمة السلطان قابوس والشيخ صباح) عرفاناً لما قدماه من أعمال جليلة عبر عقود من الزمن في دعم مسيرة المجلس.
وأثنى ولي العهد، الذي ترأس القمة نيابة عن الملك سلمان، على جهود رأب الصدع التي سبق أن قادها صاحب السمو الشيخ صباح الأحمد -رحمه الله- واستمر بمتابعتها صاحب السمو الشيخ نواف الأحمد مشيدا في هذا الصدد بمساعي الولايات المتحدة الأمريكية، وجميع الأطراف التي أسهمت بهذا الشأن.
وخاطب ولي العهد حضور القمة بالقول "نحن اليوم أحوج ما نكون لتوحيد جهودنا للنهوض بمنطقتنا ومواجهة التحديات التي تحيط بنا. خاصة التهديدات التي يمثلها البرنامج النووي للنظام الإيراني وبرنامجه للصواريخ البالستية ومشاريعه التخريبية الهدامة التي يتبناها ووكلاؤه من أنشطة إرهابية وطائفية هدفها زعزعة الأمن والاستقرار في المنطقة. مما يضعنا أمام مسؤولية دعوة المجتمع الدولي للعمل بشكل جدي لوقف تلك البرامج والمشاريع المهددة للسلم والأمن الإقليمي والدولي".
ودعا ولي العهد إلى استدراك الأهداف السامية والمقومات التي يقوم عليها المجلس؛ لاستكمال المسيرة، وتحقيق التكامل في جميع المجالات، مشيرا إلى رؤية الملك سلمان بشأن تعزيز التكامل بين دول المجلس، التي وافق عليها المجلس الأعلى في الدورة السادسة والثلاثين، وما شهدته من تقدم محرز في تنفيذ مضامينها خلال الأعوام الماضية. ومؤكدا على أهمية مضاعفة الجهود لاستكمال ما تبقى من خطوات في سبيل تحقيق تلك الرؤية.
وقال ولي العهد "سياسة أشقائكم في المملكة الثابتة والمستمرة، وخططها المستقبلية ورؤيتها التنموية الطموحة رؤية 2030 تضع في مقدمة أولوياتها مجلس تعاون خليجي موحد وقوي، إضافة إلى تعزيز التعاون العربي والإسلامي بما يخدم أمن واستقرار وازدهار دولنا والمنطقة.

## بيان العلا
هو اتفاق مصالحة أعلن عنه وزير الخارجية الكويتي الشيخ الدكتور أحمد ناصر المحمد الصباح مساء يوم الأثنين 4 يناير 2021 إيذانا بإنهاء الأزمة الدبلوماسية مع قطر، ووقع عليه قادة ورؤساء وفود دول مجلس التعاون لدول الخليج العربية، وجمهورية مصر العربية، خلال القمة الخليجية الـ41 على بيان العلا. وفُتِحت بموجب الاتفاق كل من الأجواء والحدود البرية والبحرية بين السعودية وقطر اعتبارًا من مساء يوم الاثنين 4 يناير 2021 بناء على اقتراح أمير دولة الكويت الشيخ نواف الأحمد الجابر الصباح، خلال اتصال هاتفي جمعه مع أمير دولة قطر الشيخ تميم بن حمد آل ثاني وولي العهد السعودي الأمير محمد بن سلمان، حيث أكدوا خلال الاتصال الهاتفي «على وحدة الصف ولم الشمل وجمع الكلمة من خلال توقيع بيان العلا الذي يعد بحول الله إيذانًا باستهلال صفحة مشرقة في العلاقات الأخوية، خالية من أي عوارض تشوبها» على ما حدّ ما جاء في البيان المتلفز الذي تلاه وزير الخارجية الكويتي عبر تلفزيون الكويت.

## إعلان العلا
صدر إعلان العلا في ختام أعمال القمة الخليجية في دورتها الحادية والأربعين "قمة السلطان قابوس والشيخ صباح"، حيث أكدت القمة على الأهداف السامية لمجلس التعاون، التي نص عليها النظام الأساسي، بتحقيق التعاون والترابط والتكامل بين دول المجلس في جميع المجالات، وصولاً إلى وحدتها، وتعزيز دورها الإقليمي والدولي، والعمل كمجموعة اقتصادية وسياسية واحدة للمساهمة في تحقيق الأمن والسلام والاستقرار والرخاء في المنطقة.
كما أكد إعلان العلا على التنفيذ الكامل والدقيق لرؤية خادم الحرمين الشريفين، الملك سلمان بن عبد العزيز، ملك المملكة العربية السعودية، التي أقرها المجلس الأعلى في دورته (36) في ديسمبر 2015، وفق جدول زمني محدد ومتابعة دقيقة، بما في ذلك استكمال مقومات الوحدة الاقتصادية والمنظومتين الدفاعية والأمنية المشتركة وبلورة سياسية خارجية موحدة. وكذلك تفعيل دور "المركز الخليجي للوقاية من الأمراض ومكافحتها"، واستكمال متطلبات الاتحاد الجمركي والسوق الخليجية المشتركة، وتحقيق المواطنة الاقتصادية الكاملة، وبناء شبكة سكة الحديد الخليجية، ومنظومة الأمن الغذائي والمائي، وتشجيع المشاريع المشتركة، وتوطين الاستثمار الخليجي. والاستفادة مما تم تطويره من أدوات متقدمة للتعاون في إطار مجموعة العشرين، خلال فترة رئاسة المملكة العربية السعودية، في جميع المجالات، إضافة إلى تنمية القدرات التقنية في الأجهزة الحكومية، وتعزيز أدوات الحوكمة والشفافية والمساءلة والنزاهة ومكافحة الفساد من خلال العمل الخليجي المشترك، كما أكد إعلان العلا على تعزيز التكامل العسكري بين دول المجلس تحت إشراف مجلس الدفاع المشترك واللجنة العسكرية العليا والقيادة العسكرية الموحدة لمجلس التعاون، لمواجهة التحديات المستجدة، انطلاقاً من اتفاقية الدفاع المشترك، ومبدأ الأمن الجماعي لدول المجلس.